# 哈利斯科州
哈利斯科州（西班牙語：Jalisco，西班牙語：[xaˈlisko] ⓘ），是墨西哥西南部的一個州。面積79,085 平方公里（與鄰近的州有領土爭議）。首府瓜達拉哈拉。州名來自納瓦特爾語的“Xalixco”，意思是沙地。
墨西哥最大的淡水湖查帕拉湖大部分位於本州。
該州著名的人、物有龍舌蘭酒、卡洛斯·桑塔那和馬里亞奇音樂。